# Michele Scarica
Michele Scarica (Parma, 17 marzo 1982) è un ex nuotatore italiano, Specializzato nelle distanze brevi (50 m e 100 m ) e nelle staffette dello stile libero, dove è stato più volte campione italiano. Ha gareggiato per le società Nuoto club 91 Parma, Podium, Emilia nuoto, LaPresse Nuoto Torino.

## Carriera
Vanta due partecipazioni agli europei giovanili del 1999 a Mosca e del 2000 a Dunkerque; in quest'ultima ha vinto anche la medaglia d'argento nei 50 m stile libero. Nel 2001 è stato convocato per i Giochi del Mediterraneo di Tunisi, dove è entrato in finale nei 100 m e soprattutto ha vinto l'oro nella staffetta 4×100 m stile libero con Mauro Gallo, Matteo Pelliciari e Simone Cercato.
Nell'agosto 2002 agli europei in vasca lunga di Berlino è stato finalista nei 50 m ed è arrivato terzo con la staffetta 4×100 m, risultato ottenuto con Lorenzo Vismara, Christian Galenda e Cercato. Sempre in Germania, agli europei in vasca da 25 metri di dicembre a Riesa, vince la sua seconda medaglia europea: argento nella 4×50 m in compagnia di Vismara, Galenda, e Domenico Fioravanti. L'anno dopo la staffetta è arrivata sesta in finale ai campionati mondiali di Barcellona, questa volta con Vismara, Galenda e Filippo Magnini. Ha avuto meno successo agli europei in corta di dicembre a Dublino, dove non è entrato in nessuna finale.
Ha vinto ancora l'oro in staffetta agli europei di Madrid del 2004, anche se ha nuotato solo in batteria, ed è arrivata quindi la convocazione per i Giochi di Atene, dove la 4×100 m di Vismara, Magnini, Scarica e Galenda è arrivata quarta in finale, a pari merito con la Russia. Ha nuotato in batteria anche nella 4×50 m degli europei in vasca da 25 metri di Vienna, ma la squadra è stata squalificata in finale dopo essere arrivata prima. Nel 2005 ha partecipato ancora ai mondiali di Montréal e ai Giochi del mediterraneo di Almería.
Ha dato il suo addio al nuoto (in sordina) nel maggio del 2007.

## Scheda Tecnica
Primati italiani detenuti
vasca 25 m: 4×50 m st.libero 1'26"63 2002
Personali vasca 25 m
50 m st.libero 21"86 2004
100 m st.libero 48"92 2005

## Palmarès
| Giochi olimpici         | 50 m st. libero         | 100 m st. libero        | 4×100 m st. libero                  | ---                           |
| 2004 Atene Grecia       | 25º in batteria 22"80   | ---                     | 4º - 3'15"75 frazione: 49"21        | ---                           |
| Campionati del mondo    | 50 m st. libero         | 100 m st. libero        | 4×100 m st. libero                  | ---                           |
| 2003 Barcellona Spagna  | 14º in semifinale 22"64 | ---                     | 6º - 3'15"99 frazione: 49"32        | ---                           |
| 2005 Montreal Canada    | 22º in batteria 22"74   | ---                     | 9º - 3'19"12 frazione: 50"18        | ---                           |
| Campionati europei      | 50 m st. libero         | 100 m st. libero        | 4×100 m st. libero                  | ---                           |
| 2002 Berlino Germania   | 7º 22"78                | 14º in semifinale 50"41 | Bronzo: 3'18"20 frazione: 49"82     | ---                           |
| 2004 Madrid Spagna      | 10º in semifinale 22"74 | ---                     | Oro nuota in batteria               | ---                           |
| Europei in vasca corta  | 50 m st. libero         | 100 m st. libero        | 4×50 m st. libero                   | 4×50 m mista                  |
| 2002 Riesa Germania     | 17º in batteria 22"69   | 30º in batteria 50"17   | Argento: 1'26"63 frazione: 21"48    | 12º - 1'40"55 frazione: 22"05 |
| 2003 Dublino Irlanda    | 35º in batteria 22"67   | 44º in batteria 49"72   | 9º - 1'28"24 frazione: 22"01        | ---                           |
| 2004 Vienna Austria     | 16º in batteria 22"18   | ---                     | squalificato (1.) nuota in batteria | ---                           |
| Giochi del Mediterraneo | 50 m st. libero         | 100 m st. libero        | 4×100 m st. libero                  | 4×100 m mista                 |
| 2001 Tunisi Tunisia     | ---                     | 4º 50"42                | Oro: 3'21"25 frazione:49"91         | ---                           |
| 2005 Almeria Spagna     | elim. in batteria 23"09 | ---                     | ---                                 | ---                           |
| Europei giovanili       | 50 m st. libero         | 100 m st. libero        | 4×100 m st. libero                  | 4×100 m mista                 |
| 1999 Mosca Russia       | 5º "                    | 4º "                    | ---                                 | ---                           |
| 2000 Dunkerque Francia  | Argento 23"08           | 4º 51"80                | ---                                 | 5º - 3'52"01 :                |

### Campionati italiani
3 titoli individuali e 5 in staffette, così ripartiti:
- 3 nei 50 m stile libero
- 1 nella staffetta 4×50 m stile libero
- 1 nella staffetta 4×100 m stile libero
- 2 nella staffetta 4×50 m mista
- 1 nella staffetta 4×100 m mista

nd = non disputata
| Anno | Edizione    | st. libero 50 m | st. libero 100 m | st. libero 4×50 m | st. libero 4×100 m | mista 4×50 m | mista 4×100 m |
| ---- | ----------- | --------------- | ---------------- | ----------------- | ------------------ | ------------ | ------------- |
| 2000 | Invernali   | 2               | -                | -                 | nd                 | -            | nd            |
| 2001 | Estivi      | 2               | 3                | nd                | -                  | nd           | -             |
| 2001 | Invernali   | 1               | -                | -                 | nd                 | -            | nd            |
| 2002 | Primaverili | 3               | 2                | nd                | -                  | nd           | -             |
| 2002 | Estivi      | 2               | -                | nd                | -                  | nd           | -             |
| 2002 | Invernali   | 2               | -                | 1                 | nd                 | 1            | nd            |
| 2003 | Primaverili | 2               | 3                | nd                | 1                  | nd           | -             |
| 2003 | Estivi      | 1               | -                | nd                | 2                  | nd           | 1             |
| 2003 | Invernali   | -               | -                | 2                 | nd                 | 1            | nd            |
| 2004 | Primaverili | 2               | -                | nd                | -                  | nd           | -             |
| 2004 | Estivi      | 2               | -                | nd                | -                  | nd           | -             |
| 2004 | Invernali   | 3               | -                | -                 | nd                 | -            | nd            |
| 2005 | Primaverili | 2               | -                | nd                | -                  | nd           | -             |
| 2005 | Invernali   | -               | -                | 2                 | nd                 | -            | nd            |
| 2006 | Estivi      | 1               | -                | nd                | -                  | nd           | -             |
| 2006 | Invernali   | 3               | -                | nd                | nd                 | nd           | nd            |

### Altri risultati
Gioventù mondiale 1998:
 argento nei 50 m stile libero
 argento nei 100 m stile libero

## Curiosità
Ai tempi della nazionale e degli allenamenti a Verona al circolo federale era fidanzato con Chiara Boggiatto sorella del più noto Alessio.
Nel periodo 1º gennaio 2003 - 14 maggio 2003, Michele era al 20º posto nel ranking mondiale FINA (top 20) in vasca da 50 metri.
Detiene tuttora, col tempo di 24"44, il record italiano dei 50 stile libero per ragazzi di 14 anni, stabilito nel 1996.